# モエシャ
モエシャ (Moesha) は、アメリカ合衆国のシチュエーション・コメディ・テレビドラマ。1996年1月23日から2001年5月24日までUPNで放送された。 R&B歌手であるブランディが、ロサンゼルスに家族と暮らす女子高生、モエシャ・ミッチェルを演じた。再放送は バイアコムのThe Nと、CWテレビジョンネットワーク、WGN Americaで行われた。日本ではFOXチャンネルで放送された。

## ミッチェル家
モエシャ・ミッチェル (Moesha Mitchell)：ブランディ：川上とも子
主人公。女子高生。
マイルズ・ミッチェル (Myles Mitchell)：マーカス・T・ボールク：麻丘夏未
モエシャの弟。
フランク・ミッチェル (Frank Mitchell)：ウィリアム・アレン・ヤング：水内清光
モエシャとマイルズの父。ドリアンのおじかと思われていたが、のちにドリアンの実父だということが判明。
ディー・ミッチェル (Deidra ‘Dee’ Mitchell)：シェリル・リー・ラルフ：水原リン
モーシャとマイルズの継母。
ドリアン・ロン (Dorian Long)：レイ・ジェイ：（不明）
モエシャとマイルズの異母兄弟だと判明した。（それまではいとこ扱いだった）
モエシャより年下だが、マイルズより上。
バーニー・ミッチェル：バーニー・マック：星野充昭
第1シーズンから第5シーズンまで登場。

### キャンベル家
ハキーム・キャンベル (Hakeem Campbell)：ラモント・ベントリー：大黒和広

### その他
キム (Kimberly ‘Kim’ Parker)：カンテス・ボーン：麻生まどか
モエシャの親友。第4シーズンまで登場。
フレディ＆ノーマン：（不明）：鳥海浩輔
アンジェラ：（不明）：藤原あかり
ジューンバッグ：テレンス・ワシントン：村井厚之
オハーシ (Ohagi)：マーリン・サンタナ：村井厚之
第3シーズンのみ登場。
ジェレミー・デイヴィス：アッシャー：（不明）
マルコ (Marco)：ダンテ・バスコ：（不明）

## 日本語版制作スタッフ
- 演出：鍛治谷功
- 翻訳：柳澤由美
- 調整：安部康幸、長井利親
- 担当：甲斐樹美子
- 制作：NBJ、ムービーテレビジョン